# Bernhard-Kreis
Der Bernhard-Kreis ist eine am 15. September 2020 durch Mitarbeiter des Deutschen Bundestags gegründete Initiative zur Förderung des jüdischen Lebens und zur Bekämpfung von Antisemitismus in Deutschland. Er wurde nach dem Namen des jüdischen Publizisten und Reichstagsabgeordneten Georg Bernhard (1875–1944) benannt. Unterstützt wird der Kreis vom Antisemitismusbeauftragten der Bundesregierung, Felix Klein, und der Linken-Abgeordneten und Bundestagsvizepräsidentin Petra Pau. 
Die Vereinigung setzt sich zum Ziel, jüdisches Leben in Deutschland im Dialog zwischen den Mitarbeitern im Deutschen Bundestag zu fördern, das Verständnis für jüdisches Leben in Deutschland zu vertiefen und Antisemitismus sowie ausgrenzendem und diskriminierendem Verhalten entgegenzutreten und auf diese Weise zur Weiterbildung der Mitglieder beizutragen.
Sie verwirklicht dieses Ziel insbesondere durch: interfraktionellen Austausch zu jüdischem Leben in Deutschland; inhaltlichen Austausch mit Mitarbeitern jüdischer Institutionen und Einrichtungen, staatlichen Institutionen, die sich für jüdisches Leben in Deutschland und gegen Antisemitismus einsetzen; Besuch von jüdischen Institutionen und Einrichtungen sowie Gedenkstätten; die Sammlung und den Austausch von Informationen, die zum demokratisch-parlamentarischen Verständnis beitragen; die Förderung und Pflege von Kenntnissen der jüdischen Kultur, Geschichte und Religion in Deutschland.
An der Initiative beteiligen sich Mitarbeiter aller im Bundestag vertretenen Parteien außer der AfD. Die Gründung erfolgte im Zusammenhang mit dem Festakt „70 Jahre Zentralrat der Juden in Deutschland“.
Vorsitzende seit 2020 ist die Initiatorin Melanie Meyer. Der Vorstand setzt sich überfraktionell zusammen. Derzeit zählt die Vereinigung 47 aktive Mitglieder.